# Thiazool
Thiazool (C3H3NS) is een heterocyclische aromatische verbinding die bestaat uit een vlakke vijfring met drie koolstof-, 1 stikstof- en 1 zwavelatoom. De stof komt voor als een kleurloze tot lichtgele vloeistof met een indringende pyridine-achtige geur en is quasi-onoplosbaar in water.
Thiazool behoort samen met pyrazool, imidazool, oxazool en isoxazool tot de zogenaamde azolen. De moleculaire structuur van thiazool kan worden opgevat als die van imidazool, waarvan een van de stikstofatomen is vervangen door een zwavelatoom (vandaar het voorvoegsel thia- in de naam).

## Toepassingen
Thiazool wordt voornamelijk gebruikt bij de productie van zwavelhoudende biociden, fungiciden, geneesmiddelen en kleurstoffen.

## Thiazolen
Thiazool vormt in feite de basisstructuur van verschillende organische zwavelverbindingen, die samen ook thiazolen worden genoemd. Deze verbindingen worden vooral gekenmerkt door een nog grotere delokalisatie van de π-elektronen in de ring dan oxazool, waardoor ze een grotere aromaticiteit bezitten. Onder andere vitamine B1, penicilline, aztreonam, ceftazidim, epothilon, meloxicam, clomethiazool, ranelinezuur en luciferine bezitten een dergelijke thiazoolstructuur.